# Abies densa
Abies densa Griff. è un albero della famiglia delle Pinaceae endemico dell'Himalaya.

## Etimologia
Il nome generico Abies, utilizzato già dai latini, potrebbe, secondo un'interpretazione etimologica, derivare dalla parola greca ἄβιος = longevo. Il nome specifico densa fa riferimento all'aspetto del fogliame.

## Descrizione

### Portamento
Albero alto fino a 60 m, con tronco che può raggiungere i 2,5 m di diametro, a portamento conico con i rami che possono divenire pendenti negli anni. I rami secondari sono di colore dal giallo al rosso marrone, tendenti al grigio invecchiando, glabri o lievemente pubescenti.

### Foglie
Le foglie sono aghiformi, lunghe fino a 2-4 cm, disposte a pettine, piatte con margine revoluto e stomi disposti su due bande nella pagina inferiore.

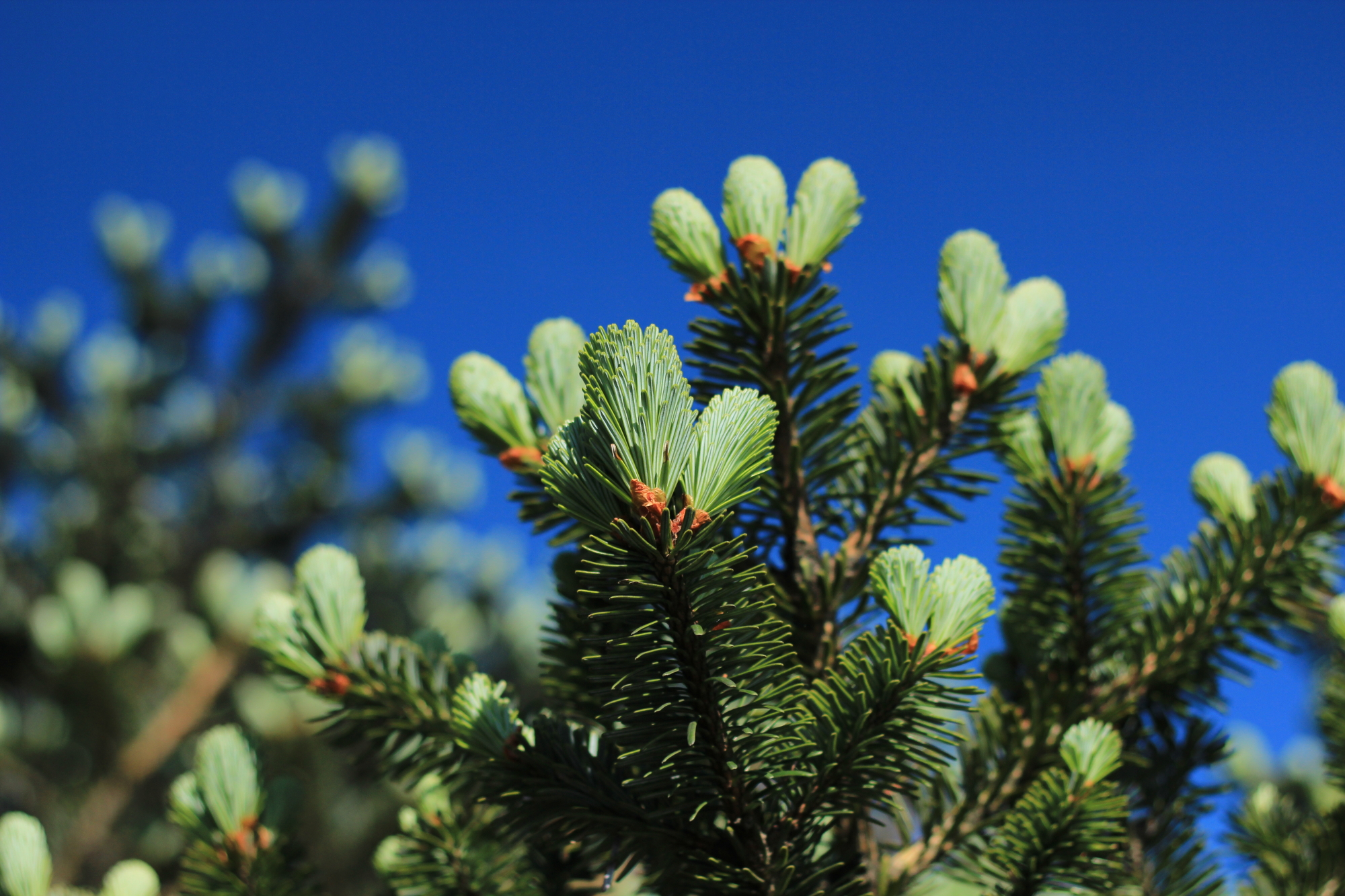
Dettaglio degli aghi.

### Fiori
Sono strobili maschili laterali sui virgulti, lunghi 2-4,5 cm, gialli con microsporofilli blu-purpurei.

### Frutti
Gli strobili femminili, blu purperei da immaturi, porpora nerastri a maturazione, sono cilindrici con punta ottusa o ombelicata, lunghi fino a 12 cm e larghi fino a 5,5 cm, con corto peduncolo o sessili; le scaglie sono di forma flabellata-cuneata, lunghe 2 cm, larghe 2,5 cm, ricoperte di peluria nelle parti esposte. I semi, di colore marrone, sono lunghi 8 mm, di forma cuneata, con ali marroni di 1 cm, anch'esse cuneate.

### Corteccia
La corteccia, grigia e squamosa, diviene con l'età fessurata e placcata grossolanamente.

## Distribuzione e habitat
Specie endemica di Cina (Xizang), India (Arunachal Pradesh, Assam, Darjeeling, Sikkim), Bhutan e Nepal, predilige le alte quote montane himalayane comprese tra i 2.400 e i 4.000 m, a clima monsonico, con piovosità annua maggiore di 2.000 mm, estati relativamente calde e inverni freddi e nevosi. Frequenta i pendii profondi, rocciosi e non, dove si ritrovano una varietà di litosuoli alpini. Esistono boschi puri, ma si ritrova spesso in associazione con Betula utilis, Acer caudatum, Acer pectinatum e specie dei generi Prunus e Sorbus alle quote inferiori; alle quote superiori in associazione con Picea spinulosa, Tsuga dumosa, Larix griffithiana e Juniperus squamata.

## Usi
Utilizzato e sfruttato nell'est Himalaya per la costruzione delle abitazioni, soprattutto le parti interne. Solo recentemente è stato introdotto in parchi e giardini botanici europei, dove è molto apprezzato per le sue caratteristiche ornamentali.

## Conservazione
Con un areale molto vasto (circa 20.000 km²), e una presenza molto comune, A. densa non è classificato tra le specie a rischio di estinzione nella Lista rossa IUCN.